# シャープール1世
シャープール1世（Shāpūr, 215年? - 272年?）は、サーサーン朝ペルシア帝国の皇帝（シャーハーンシャーフ、在位：240年 - 270年）。初代皇帝アルダシール1世の子。中期ペルシア語ではシャー（フ）プフル（š'(h)pwhl / Šā(h)puhr）、マニ教文書ではシャー（フ）ブフル（š'(h)bwhl / Šā(h)buhr）。ペルシア語資料ではシャープール（شاپور Shāpūr）、アラビア語資料ではサーブール（سابور Sābūr）と表記される。「シャープフル」とは中期ペルシア語で Šāh（王）＋puhr （息子）であり「王子」を意味する。

## 生涯とその政策
ペルシアの国家的伝統に愛着をもつ祭司サーサーンからは孫、君主バーバクの子にあたるアルダシールは、パルティア王国の要塞の指揮官を務めていたが、3世紀初頭、パルティアを統治していたアルサケス朝に対し反乱を起こした。アルダシールは、メセネやカラケネ地方を占領して、224年にパルティア王アルタバノス4世をホルミズダガンの戦いで破って、これを殺害し、226年、パルティアの都クテシフォンでアルダシール1世を名乗り、サーサーン朝を創始した。アルダシールは、アルメニアを攻撃してローマ帝国と衝突した。
シャープール1世は、アルダシール1世の子として生まれ、ある期間を共同統治を経て241年、父のアルダシールの死を受けて王に即位し、単独統治にうつった。

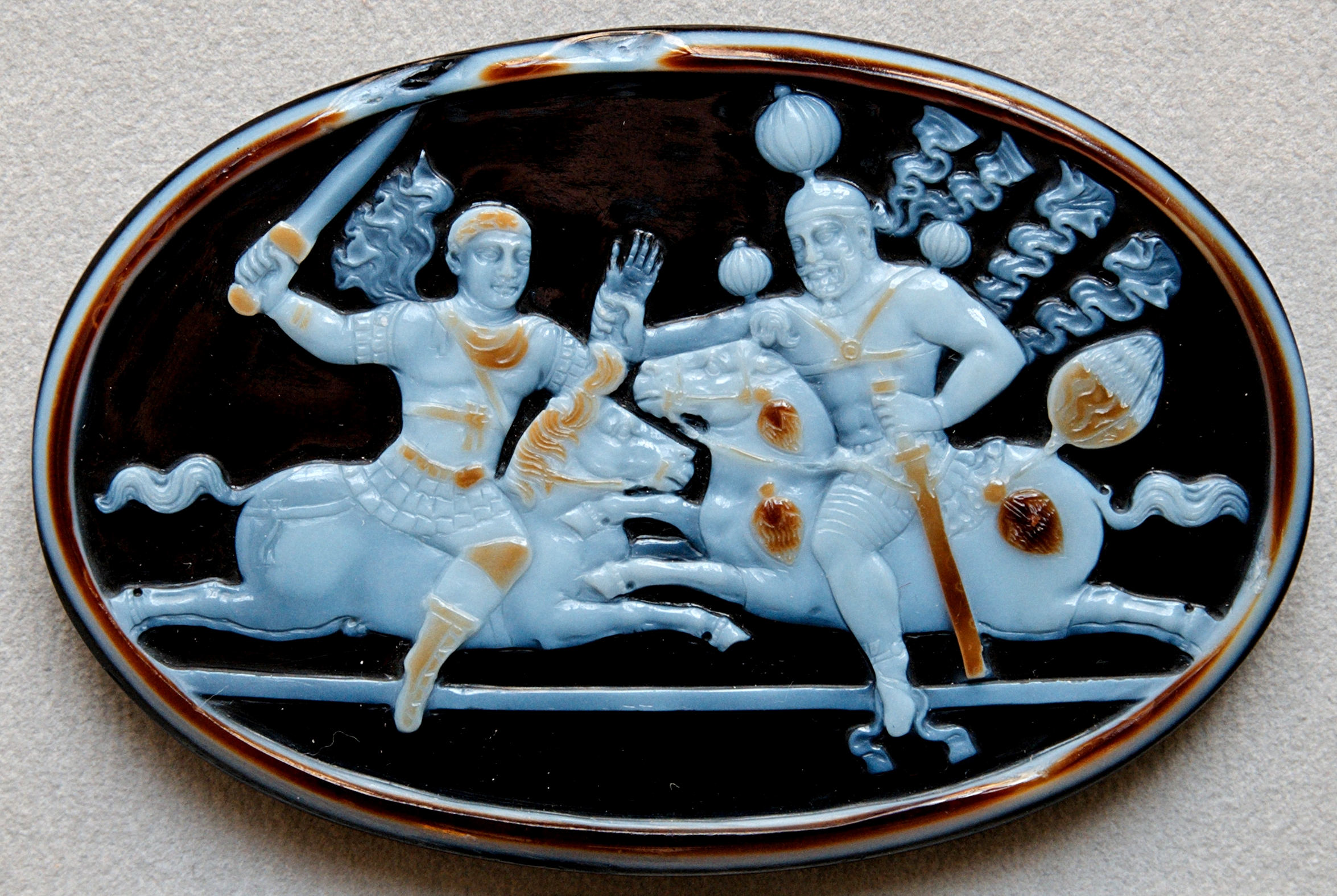
ウァレリアヌスと戦うシャープール1世
----
シャープールの宮廷で制作されたカメオ

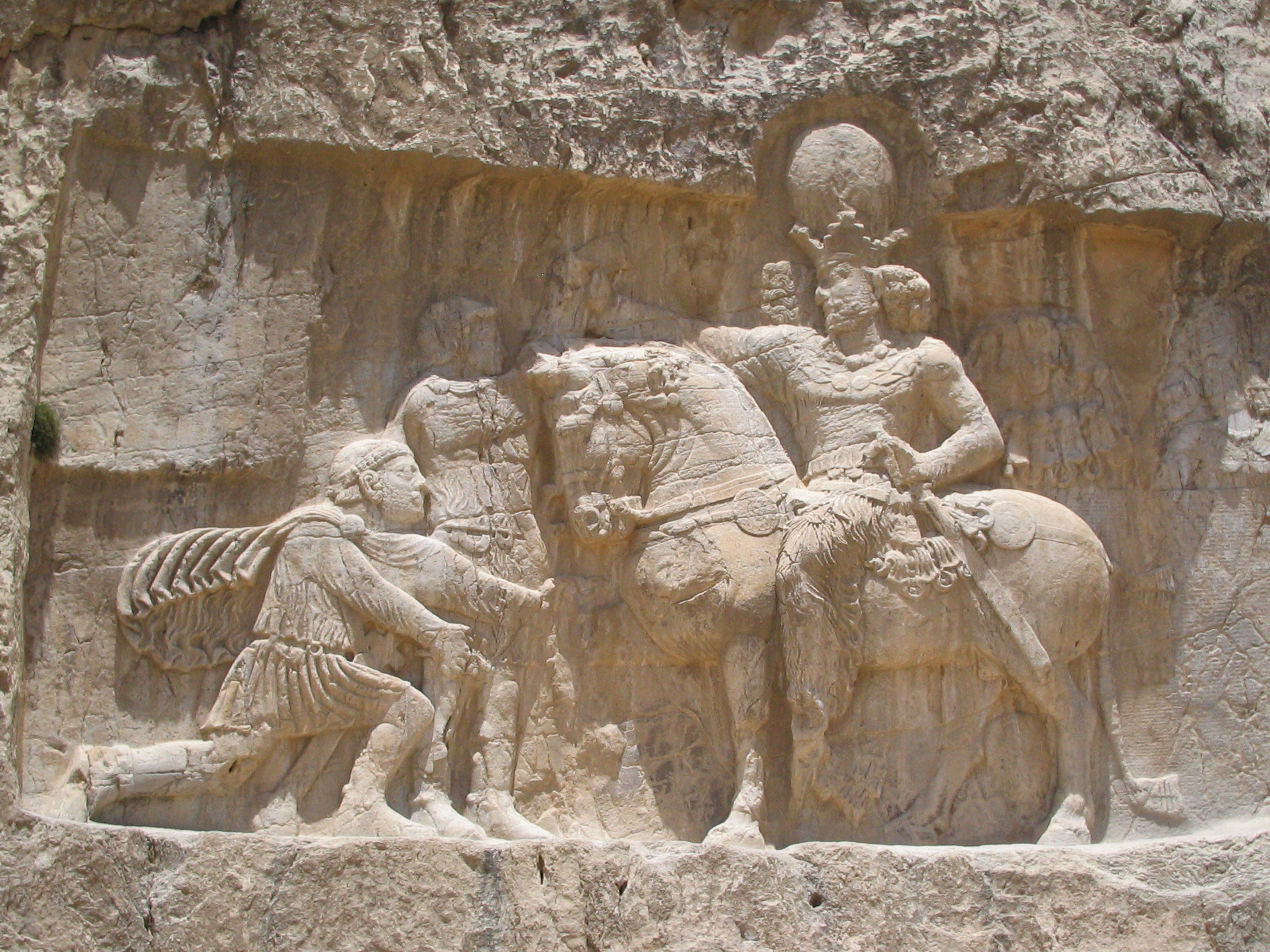
降服するウァレリアヌス帝らと騎乗のシャープール1世。ナクシュ・イ・ルスタムの磨崖像より

### シリア・メソポタミア戦争
対外戦争に尽力し、西方ではローマ帝国と何度か戦い（シリア・メソポタミア戦争、242年 - 260年）、これに勝利した。243年にレセナの戦いでローマに敗北したが、244年にはマッシナの戦いでローマ軍を破り、ローマ皇帝のゴルディアヌス3世はこの戦いで敗死している。また、253年にもバルバリッソスの戦いでローマ軍を降している。260年にはローマ軍をエデッサの戦いで破って皇帝ウァレリアヌス帝を捕虜とした。このときの勝利の記念として、ナクシュ・エ・ルスタムの岩壁に、ウァレリアヌスが馬上のシャープール1世に降伏しているレリーフがある。261年にはカッパドキアに進出して勢威を示したが、都市国家パルミラ（現シリア）の抵抗に遭って大敗してしまい、勢力拡大は結局ユーフラテス川以東までにとどまることとなった。ちなみにこのときに捕らえた捕虜を使って、スシアーナ地方に灌漑用の堤（皇帝堤）を建設している。
東方では中央アジアから北インドを版図としていたクシャーナ朝と交戦し、これを破ってアフガニスタンに進出している。また、ソグドやサカなどの脅威に備えて、東方境域フワラーサーン（ホラーサーン）の防衛のため城塞都市「ネーウ・シャープフル」（Nēw Šāpuhr：「善良なるシャープフル」の意味）を建設したと伝えられる。これが後のニーシャープールの前身となった。これらの征服事業によってシャープールは、ナクシェ・ラジャブ碑文や貨幣銘文において父アルダシールの「エーラーンの諸王の王」を超える「エーラーンと非エーラーンの諸王の王」（Šāhān-šāh Ērān ud Anērān）の称号を初めて名乗った。以後これがサーサーン朝の歴代君主たちに継承されていく。

### 文化
文化面においてはギリシア、インドの医学や天文学、哲学などに深い造詣を示し、その研究と翻訳を進めた。宗教面においては、ゾロアスター教を国教に定める一方、242年に預言者のマニと会見し、彼の唱える新興宗教のマニ教に強い関心を示して、これを保護した。このことにより、マニはペルシア王国全域およびその周囲に伝道して信者を増やし、教会を組織し、弟子の教育に努め、またローマ帝国領内にも宣教師を送ることができた。マニがシャープール1世に捧げた宗教書『シャープーラカン』では、王とマニのあいだの宗教上の相互理解について記述されている。

## 年譜
- 215年 : このころ、シャープール1世生まれる。
- 224年 : パルティア王アルタバノス4世がアルダシール1世に敗北。アルダシールがサーサーン朝を建国してアルケサス朝パルティアを引き継ぎイランを支配。
- 241年 : 父アルダシール1世死去。シャープール1世がサーサーン朝第2代のペルシア王として即位する（26歳頃）。
- 242年 : マニのはじめての宣教。シャープール1世との会見を果たす。
- 244年 : ミシケの戦い。シャープールはローマ帝国を破り、皇帝ゴルディアヌス3世はこの戦いで敗死。
- 253年 : バルバリッソスの戦い（英語版）でシャープール1世がローマ帝国軍を降す。
- 260年 : エデッサの戦い。シャープール1世、ローマの皇帝ウァレリアヌスを捕らえる。
- 261年－267年 : シャープール1世、通商国家パルミラの実力者セプティミウス・オダエナトゥスに敗北。オダエナトゥスはローマより東方総督の称号を受ける。
- 267年 : オダエナトゥス、暗殺される。オダエナトゥスの後妻であったゼノビアが新王ウァバッラトゥスの名のもとにパルミラ王国摂政となる。
- 270年 : ルキウス・ドミティウス・アウレリアヌス、ローマ皇帝に即位。ゼノビアとローマが断交。
- 272年 : パルミラ、アウレリアヌス帝によって征服される。シャープール1世死去（57歳頃）。子息ホルミズドが第3代ホルミズド1世として即位。